# 시디바라니
시디바라니(아랍어: سيدي براني  pronounced [ˈsiːdi bɑɾˈɾɑːni])는 이집트-리비아 국경에서 동쪽으로 약 95 km, 리비아 투브루크에서 동쪽으로 약 240 km 떨어진 이집트의 마을이다.
자위야의 수장이었던 세누시인인 시디 에스사디 엘바라니의 이름을 따서 마을 이름이 붙여졌으며 마을 주민 대부분이 베두인이다. 이 마을에는 작은 음식점과 주유소, 호텔이 하나 있지만 관광 활동이나 역사적 유적지는 거의 없다. 이집트 공군의 공군기지가 있기도 했다.

## 역사
로마의 리비아 교두보(마르마리카)에 있는 로마 도시인 지그라 근처에 있는 시디바라니는 역사 기록에는 거의 나오지 않았으나 제2차 세계 대전 이탈리아의 이집트 침공 당시 이탈리아군의 진격한계선으로 자주 언급되었다. 이탈리아 제10군이 시디바라니에 진지를 구축했다.
영국군 제8군과 함께 복무한 미국 야전병원 자원병들은 1942년 6월 시디바라니에서 동쪽으로 약 48 km 떨어진 지역에 본부를 삼았다.
2005년 10월 3일 일식 당시 시디바라니에서 동쪽으로 27 km 떨어진 관측지점에서 과학 원정대가 일식을 관측했다.

## 기후
쾨펜의 기후 구분에 따르면 시디바라니는 온난 사막 기후(BWh)에 속하지만 일부 지역은 이집트 북부 해안의 온난한 기온을 띈다.
| 시디바라니의 기후        | 시디바라니의 기후 | 시디바라니의 기후 | 시디바라니의 기후 | 시디바라니의 기후 | 시디바라니의 기후 | 시디바라니의 기후 | 시디바라니의 기후 | 시디바라니의 기후 | 시디바라니의 기후 | 시디바라니의 기후 | 시디바라니의 기후 | 시디바라니의 기후 | 시디바라니의 기후 |
| 월                       | 1월               | 2월               | 3월               | 4월               | 5월               | 6월               | 7월               | 8월               | 9월               | 10월              | 11월              | 12월              | 연간              |
| ------------------------ | ----------------- | ----------------- | ----------------- | ----------------- | ----------------- | ----------------- | ----------------- | ----------------- | ----------------- | ----------------- | ----------------- | ----------------- | ----------------- |
| 일평균 최고 기온 °C (°F) | 17.9 (64.2)       | 18.8 (65.8)       | 20.2 (68.4)       | 22.2 (72.0)       | 24.1 (75.4)       | 27 (81)           | 28.2 (82.8)       | 29 (84)           | 28.1 (82.6)       | 26.4 (79.5)       | 23.5 (74.3)       | 19.6 (67.3)       | 23.8 (74.8)       |
| 일일 평균 기온 °C (°F)   | 13.1 (55.6)       | 13.9 (57.0)       | 15.3 (59.5)       | 17.5 (63.5)       | 19.9 (67.8)       | 22.7 (72.9)       | 25 (77)           | 25.5 (77.9)       | 24.2 (75.6)       | 21.8 (71.2)       | 18.6 (65.5)       | 14.5 (58.1)       | 19.3 (66.8)       |
| 일평균 최저 기온 °C (°F) | 8.4 (47.1)        | 9 (48)            | 10.5 (50.9)       | 12.9 (55.2)       | 15.7 (60.3)       | 18.5 (65.3)       | 21.9 (71.4)       | 22.1 (71.8)       | 20.4 (68.7)       | 17.3 (63.1)       | 13.8 (56.8)       | 9.4 (48.9)        | 15.0 (59.0)       |
| 평균 강우량 mm (인치)    | 39 (1.5)          | 17 (0.7)          | 11 (0.4)          | 5 (0.2)           | 3 (0.1)           | 0 (0)             | 0 (0)             | 0 (0)             | 1 (0.0)           | 18 (0.7)          | 21 (0.8)          | 33 (1.3)          | 148 (5.7)         |
| 출처: Climate-Data.org   |                   |                   |                   |                   |                   |                   |                   |                   |                   |                   |                   |                   |                   |